# Harpa Sagrada
A Harpa Sagrada é um livro de música sacra de coral, escrita usando o sistema de quarta nota, o qual foi originado na Nova Inglaterra e depois levada para região do Sul dos Estados Unidos no século XIX.
O nome é derivado da Harpa Sagrada, um livro de onipresentes e historicamente importante impresso em notas de forma. O trabalho foi publicado pela primeira vez em 1844 e reapareceu em várias edições desde então.
A música representa um ramo de uma tradição mais antiga da música americana que se desenvolveu no período de 1770 a 1820 a partir de raízes na Nova Inglaterra, com um desenvolvimento relacionado significativo sob a influência de serviços de "reavivamento" por volta da década de 1840. Essa música foi incluída e tornou-se profundamente associada a livros que usam o estilo de notação popular na América nos séculos XVIII e XIX. A música é tocada a cappella (apenas voz, sem instrumentos) e originada como música cristã protestante.

### Mídia online
- Sweet is the Day, streaming documentary on the Wootten family of Sand Mountain, Alabama
- John Quincy Wolf Collection: Sacred Harp includes recordings of Sacred Harp singings
- BostonSing, a large collection of shape-note recordings
- BBC Radio 4 programme about Sacred Harp music